# 十条通

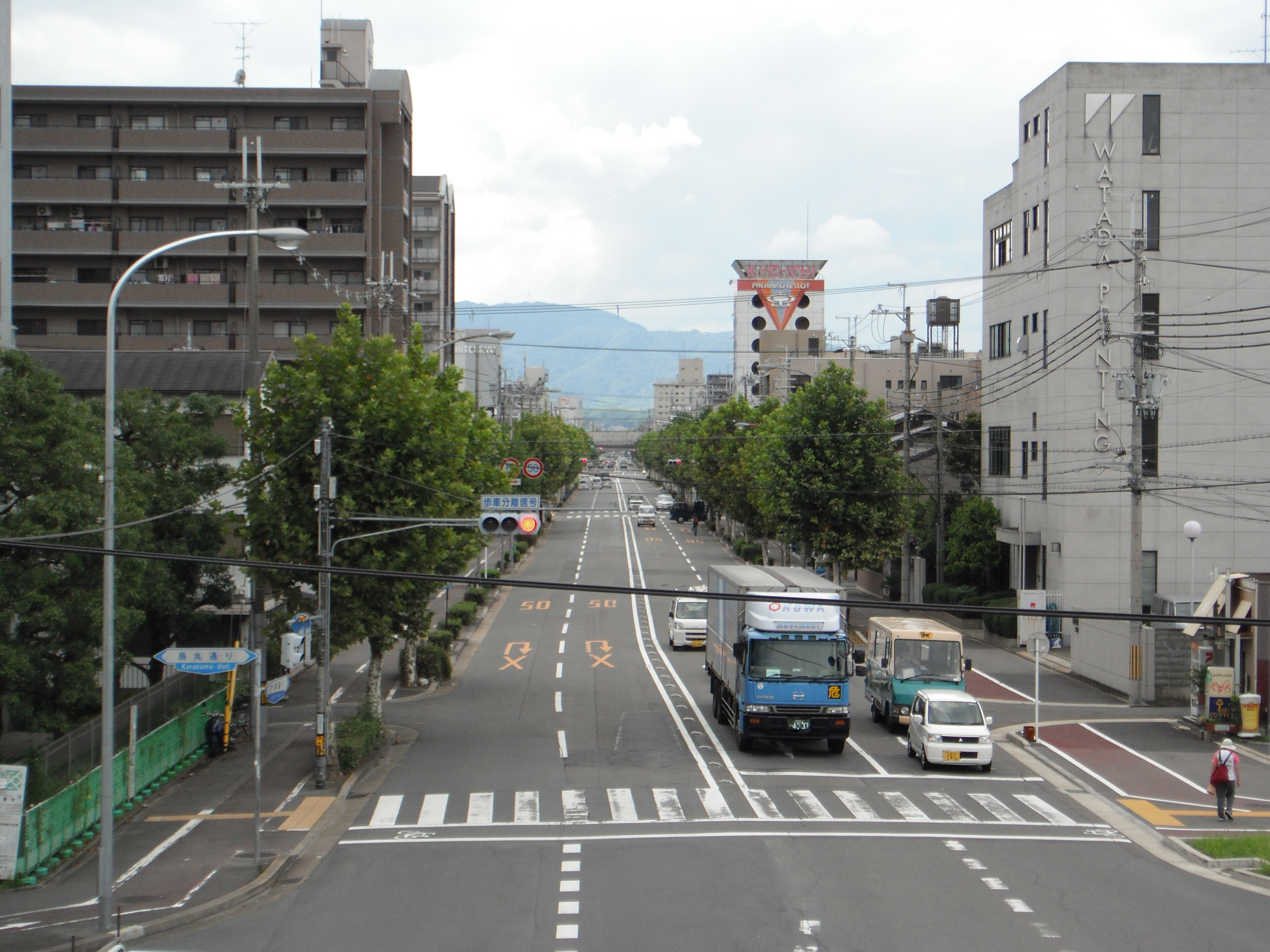
十条烏丸交差点より西側を望む

十条通（じゅうじょうどおり）は京都市の主要な東西の通りの一つ。東端の本町通との交差点（本町通十条）から西端の西大路通との交差点（西大路十条）に至る。全長約3.2 km。平安京の大路小路とは関係のない、近代になってから九条通の南に作られた、歴史が浅い通りである。1928年（昭和3年）につけられた名称である鳥羽通とも呼ばれる。
『京都坊目誌』によると、1904年（明治37年）5月の開通で、紀伊郡東九条村から同郡上鳥羽村までの道幅3間の新道となっており、1909年（明治42年）測量の地形図によれば、京阪電鉄鳥羽街道駅付近から千本通（鳥羽街道）まで延びている。
河原町通・竹田街道間が国道24号に指定されているが、伏見バイパスと合わせ竹田街道が改良される1972年（昭和47年）3月までは、師団街道・河原町通間が国道24号であった。
十条通を東方に延長する形で、京都市中心部と山科区を結ぶ新たな道路として「新十条通」が通じており、その一部となる阪神高速8号京都線の「新十条通」（稲荷山トンネルを越えた山科出入口までの区間）が2008年（平成20年）6月1日に開通している。
この「新十条通」の開通に合わせ、十条通の河原町通から師団街道までの区間の整備が行われ、2008年（平成20年）5月30日に供用を開始した。なお、阪神高速8号京都線の当該区間（新十条通）は、2019年（平成31年）4月1日に阪神高速道路株式会社から京都市に管理が移管され、無料開放されている。
また、十条通の本町通・師団街道間は、幅員が狭くJR奈良線、京阪電鉄本線との踏切が狭小なうえ、歩道も設置されておらず歩行者や車両の通行が危険な状況であったことから、補助幹線道路（都市計画道路）「3・5・138 本町下高松通」として、道路を南側に拡幅し、道路の両側に歩道を設置する延長220メートルの街路事業が行われ、2017年（平成29年）7月21日に供用を開始した。

## 橋

### 陶化橋
陶化橋（とうかばし）は十条通に架かる鴨川の橋。現在の橋は1998年（平成10年）3月に完成。それ以前は十条通の師団街道・河原町通間が国道24号であった時に、幅員狭小で重量制限がなされる老朽化した木橋から、橋長108.5メートル、標準幅員7.0メートルの鋼橋として架け替えられ、1963年（昭和38年）12月に竣工した。国道24号は、1972年（昭和47年）3月に師団街道から竹田街道を南下するルートに変更となり、十条通は河原町通・竹田街道間が国道24号に指定され、陶化橋を含む師団街道・河原町通間は京都市に移管された。

### 高松橋
高松橋（たかまつばし）は十条通に架かる琵琶湖疏水の橋。現在の橋は2016年（平成28年）8月に完成した単純鋼床版鈑桁橋で、橋長は27.0メートル。

## 沿道の主な施設
- 京阪本線 - 鳥羽街道駅
- 高松橋（琵琶湖疏水）
- 陶化橋（鴨川）
- 京都市営地下鉄烏丸線 - 十条駅
- 任天堂
- 近鉄京都線 - 十条駅
- 京都市立洛南中学校

## 交差する道路など
- 交差する道路などの特記がないものは市道。

| 交差する道路など 北←<十条通>→南 | 交差する道路など 北←<十条通>→南 | 交差する場所 | 交差する場所 | 路線番号 |                        |
| ------------------------------- | ------------------------------- | ------------ | ------------ | -------- | ---------------------- |
| <本町通>                        | <本町通>                        | 東山区       | 本町通十条   | -        | 東 ↑ ∧ 十 条 通 ∨ ↓ 西 |
| <川端通(師団街道)>              | <川端通(師団街道)>              | 東山区       | -            | -        | 東 ↑ ∧ 十 条 通 ∨ ↓ 西 |
| E89 第二京阪道路 <新十条通>     | E89 第二京阪道路 <新十条通>     | 東山区       | 鴨川東IC     | -        | 東 ↑ ∧ 十 条 通 ∨ ↓ 西 |
| 鴨川                            | 鴨川                            | 東山区       | 陶化橋       | -        | 東 ↑ ∧ 十 条 通 ∨ ↓ 西 |
| 鴨川                            | 鴨川                            | 南区         | 陶化橋       | -        | 東 ↑ ∧ 十 条 通 ∨ ↓ 西 |
| 国道24号 <河原町通>             | -                               | 河原町十条   |              |          | 東 ↑ ∧ 十 条 通 ∨ ↓ 西 |
| 国道24号 <河原町通>             | -                               | 河原町十条   | 国道24号     |          | 東 ↑ ∧ 十 条 通 ∨ ↓ 西 |
| 府道115号 <竹田街道> 京都駅方面 | 国道24号 <竹田街道> 奈良方面    | 竹田街道十条 |              |          | 東 ↑ ∧ 十 条 通 ∨ ↓ 西 |
| 府道115号 <竹田街道> 京都駅方面 | 国道24号 <竹田街道> 奈良方面    | 竹田街道十条 | 市道181号    |          | 東 ↑ ∧ 十 条 通 ∨ ↓ 西 |
| <烏丸通>                        | <烏丸通>                        | 十条烏丸     |              |          | 東 ↑ ∧ 十 条 通 ∨ ↓ 西 |
| <油小路通>                      | <油小路通>                      | 十条油小路   |              |          | 東 ↑ ∧ 十 条 通 ∨ ↓ 西 |
| <大宮通>                        | <大宮通>                        | 十条大宮     |              |          | 東 ↑ ∧ 十 条 通 ∨ ↓ 西 |
| 国道1号 <京阪国道>              | 国道1号 <京阪国道>              | 国道十条     |              |          | 東 ↑ ∧ 十 条 通 ∨ ↓ 西 |
| 市道181号 <西大路通>            |                                 | 西大路十条   |              |          | 東 ↑ ∧ 十 条 通 ∨ ↓ 西 |